# Eloise Hughes Smith
Mary Eloise Hughes Smith (7 de agosto de 1893 – 3 de maio de 1940), também referida como Eloise Smith ou Sra. Lucien P. Smith, foi uma sobrevivente do naufrágio do RMS Titanic em 15 de abril de 1912. seu primeiro marido, Lucien P. Smith, morreu no naufrágio; posteriormente Eloise se casou com outro sobrevivente do desastre, Robert Williams Daniel. As lembranças da Sra. Smith sobre o desastre foram citadas em inúmeros documentários à respeito do naufrágio do navio, e ela foi retratada em pelo menos uma descrição ficcional do desastre.
Eloise Smith era membro da família Vinson; filha do Representante americano James A. Hughes e sua esposa Belle Vinson. Ainda criança, Eloise e sua irmã conheceram o Presidente Theodore Roosevelt.
Tendo recentemente se casado com Lucien P. Smith e no começo da gravidez, Eloise estava retornando de sua lua de mel quando o Titanic afundou. Ela sobreviveu e deu à luz Lucian Jr. em novembro de 1912. Posteriormente ela se casou com outro sobrevivente, Robert Daniel, um executivo de banco.
Smith foi citada extensivamente no best-seller de 1912, The Sinking of the Titanic de Jay Henry Mowbray. Suas cartas e outras lembranças foram também usadas pela documentarista e cineasta Melissa Jo Peltier no documentário da A&E Network, Titanic: Death of a Dream e Titanic: The Legend Lives On para ilustrar as horas entre a colisão do  Titanic com o iceberg e o resgate dos sobreviventes pelo RMS Carpathia, e no documentário Titanic: Anatomy of a Disaster. Ela foi retratada no documentário em formato de série para televisão  Seconds from Disaster por Jennifer Lee Trendowski no episódio sobre o Titanic.
Eloise Smith morreu em 1940 aos 46 anos em um sanatório de Cincinnati.